# Villa di Chiavenna
Villa di Chiavenna ist eine Gemeinde an der Mera in der Provinz Sondrio in der Lombardei, Italien. Villa di Chiavenna hat 955 Einwohner (Stand 31. Dezember 2023) auf 32 km².

## Geographie
Die Gemeinde liegt direkt an der Grenze zu Castasegna im Kanton Graubünden, Schweiz. Villa di Chiavenna ist die letzte Gemeinde im italienischen Teil des Bergells. Die Nachbargemeinden sind Bondo GR, Castasegna, Novate Mezzola, Piuro und Soglio GR. In seinem Territorium fließt die Mera.

## Sehenswürdigkeiten
- Pfarrkirche  San Sebastiano bewahrt die kostbare hölzerne Statue Madonna mit Kind von Ivo Strigel aus Memmingen (1494).
- Kirche San Barnaba im Ortsteil San Barnaba barocke Nachstellung eines Vorgängerbaus von 1490 beherbergt zwei Fragmente von Fresken aus dem 15. Jahrhundert Letztes Abendmahl und Heiliger.

## Persönlichkeiten
- Stefania Casini (* 4. September 1948 in Villa di Chiavenna) ist eine italienische Schauspielerin und Filmregisseurin.

|  |  |  |  |